# Alena Mihulová
Alena Mihulová (ur. 4 maja 1965 w Brnie) – czechosłowacka, a potem czeska aktorka filmowa, telewizyjna i teatralna.

## Życiorys
W wieku siedemnastu lat wzięła udział w castingu do filmu Siostrzyczki (czes. Sestřičky) (1983) w reżyserii Karela Kachyňy. Dostała rolę początkującej pielęgniarki Marii u boku Jiřiny Jiráskovej. Na planie filmowym poznała o czterdzieści lat starszego Kachyňę, swojego przyszłego męża. Znajomość przypieczętowali ślubem po dziesięciu latach tajemnicy. Z tego związku narodziła się córka Karolina.
Kolejną dużą rolą była Alena w Soczystej opowieści (czes. Džusový román) w reżyserii Fera Feniča.
Alena zagrała w kilku filmach męża, m.in. w filmie Krowa (czes. Kráva) (1992), który jest uważany za jeden z lepszych ich wspólnych filmów (nagrodzony m.in. na Festiwalu Filmowym w Pilznie). Odtwarzała tam rolę Róży – wiejskiej dziewczyny o złej opinii.
Jej karierę zakłóciła poważna choroba Karela Kachyňy. Przez kilka ostatnich lat jego życia Alena opiekowała się umierającym mężem. Po jego śmierci (2004) wpadła w problemy psychiczne, związane także z chorobą alkoholową. Gdy kilka lat po śmierci reżysera aktorka pojawiła się w telewizyjnym dokumencie 13. komnata wywołała szok swoim wyglądem, a także wyznaniem dotyczącym alkoholizmu.
Dzięki pomocy m.in. Jana Hrušínskiego i Jiřiny Jiráskovej zaczęła grać, najpierw w teatrze, a następnie wróciła do filmu.
Triumfem okazała się główna rola w czesko-słowackim filmie Slávka Horáka Opieka domowa (czes. Domácí péče) z 2015 – filmie, który został zgłoszony jako czeski kandydat do nagrody Amerykańskiej Akademii Filmowej, odniósł zwycięstwo na Międzynarodowym Festiwalu Filmowym w Karlowych Warach i zdobył czeską nagrodę krytyków. Aktorka za rolę Vlasty otrzymała Czeskiego Lwa, nagrodę indywidualną dla najlepszej aktorki w Karlowych Warach oraz czeską nagrodę krytyków. Jej rola została również nagrodzona na Nyskim Festiwalu Filmowym.
W kolejnym roku zagrała Marię Moravcovą w filmie Operacja Anthropoid opowiadającym o zamachu na Reinharda Heydricha.
Zagrała w kilkunastu czeskich serialach telewizyjnych, m.in. w kontynuacji czechosłowackiego serialu Szpital na peryferiach. Regularnie pojawia się też w filmach, m.in. w Kobiecie z lodu (czes. Bába z ledu, 2017).
W amerykańskim filmie Azyl (ang. The Zookeeper’s Wife, 2017) zagrała niewielką rolę Marii Aszerówny, polskiej Żydówki ukrywającej się przy pomocy Antoniny i Jana Żabińskich w warszawskim zoo.

## Filmografia
- 1983: Sestřičky jako Marie
- 1984: Soczysta opowieść, czes. Džusový román jako Alena
- 1986: Dobre oświetlenie, czes. Dobré světlo
- 1986: Śmierć pięknych saren, czes. Smrt krásných srnců jako Bláža, służąca u Studených
- 1990: Začátek dlouhého podzimu
- 1992: Chodzi po mieście Mikołaj, czes. Městem chodí Mikuláš jako Pipka
- 1992: Krowa, czes. Kráva jako Róza
- 1998: Tři králové
- 2000: Dzikie kwiaty, czes. Kytice jako Córka
- 2002: Kožené slunce jako Rokosová
- 2002: Pátek čtrnáctého jako Matka
- 2006: Boží pole s. r. o. jako Doktor Hájková, kadrowa
- 2010: Okresní přebor jako Luňáková
- 2011: Niewinność, czes. Nevinnost jako Kamila Pokorná
- 2011: V peřině jako Piekarzowa
- 2015: Opieka domowa, czes. Domácí péče jako Vlasta
- 2015: Prípad pro exorcistu jako Nemravová
- 2016: Operacja Anthropoid, czes. Anthropoid jako pani Moravec
- 2017: Azyl, ang. The Zookeeper’s Wife jako Marysia Aszerówna
- 2017: Kobieta z lodu, czes. Bába z ledu jako Zuzana
- 2017: O otci jako Matka
- 2018: Chwile, czes. Chvilky jako Matka
- 2018: Złote oszustwo, czes. Zlatý podraz jako Matka Prokesová[9]
- 2019: Snezi! jako Alena
- 2021: Matky jako Matka Zuzanny[8]